# Scumpia
Scumpia è un comune della Moldavia situato nel distretto di Fălești di 3.807 abitanti al censimento del 2004

## Località
Il comune è formato dall'insieme delle seguenti località (popolazione 2004):
- Scumpia (3.308 abitanti)
- Hîrtop (138 abitanti)
- Măgureanca (292 abitanti)
- Nicolaevca (69 abitanti)